# Даньор
Дайньор (англ. Danyor, урду دینور‎) — город на севере Пакистана, в составе территории Гилгит-Балтистан. Является частью округа Гилгит.

## География
Город находится в центральной части Гилгит-Балтистана, в левобережной части долины реки Гилгит, к востоку от города Гилгит, административного центра территории.
Абсолютная высота — 1532 метра над уровнем моря.

## Транспорт
Через город проходит транснациональное Каракорумское шоссе. Ближайший аэропорт расположен в городе Гилгит, в 2 километрах западнее Даньора.

## Достопримечательности
В окрестностях Даньора расположены:
- усыпальница Сейида Султана Алифа[3]
- древние наскальные буддистские надписи
- кладбище, являющиеся местом погребения китайских рабочих, задействованных на строительстве Каракорумского шоссе[4].